# Красная Поляна (Кипчаковское сельское поселение)
Красная Поляна — населённый пункт, входящий в состав Кипчаковского сельского поселения Кораблинского района Рязанской области.

## Географическое положение
Красная Поляна находится в юго-восточной части Кораблинского района, в 10 км к северо-западу от райцентра.
Ближайшие населённые пункты:

— село Кипчаково к северо-западу по асфальтированной дороге;

— деревня Сосновка к северо-западу по асфальтированной дороге.

## Население
| 2010 |
| ---- |
| 19   |

## История
Основана жителями села Подвислово Ряжского района в 1922 году.

## Инфраструктура
Дорожная сеть
Красную Поляну пересекает автотрасса межмуниципального значения «Кораблино-Ухолово».
Здравоохранение
В деревне действует детский оздоровительный лагерь «Чайка».